# 인천 중구의 향토문화유산
인천 중구의 향토문화유산은 다음 각 호에 해당하는 것을 말한다.
1. 「문화재보호법」 및 「인천광역시 문화재보호 조례」에 의하여 문화재로 지정되지 아니한 것으로서 향토의 역사적, 학술적, 예술적 가치가 있는 것과 이에 준하는 유·무형의 자료
2. 근현대 역사문화유산으로 보존가치가 있을 것으로 기대되는 것
3. 그 밖에 인천광역시 중구청장(이하 "구청장"이라 한다)이 제5조에 따라 위원회의 심의를 거쳐 보존·관리가 필요하다고 인정하는 것

## 지정 목록
2019년 7월말 현재 지정된 향토문화유산은 없다.

## 참고 문헌
- 인천 중구 홈페이지 - 고시/공고